# Kraszyna
Kraszyna (biał. Крашына; ros. Крашино, Kraszyno, pol. hist. Kraszyno) – wieś na Białorusi, w obwodzie witebskim, w rejonie orszańskim, w sielsowiecie Barzdouka, przy drodze republikańskiej R15.

## Historia
W XIX i w początkach XX w. wieś położona była w Rosji, w guberni mohylewskiej, w powiecie horeckim, w gminie Puhłaje. Następnie w granicach Związku Sowieckiego. Od 1991 roku w niepodległej Białorusi.